# Ghomara
Ghomara (Tifinagh-Schrift ⵖⵓⵎⴰⵔⴰ) ist eine Berbersprache, die ausschließlich von den Ghomara-Berbern im Norden Marokkos gesprochen wird. Das gleichnamige Berggebiet liegt am Nordwestrand des Rifgebirges zwischen Tétouan im Norden und Chefchaouen im Süden. Ghomara ist eine mündliche Sprache, die Sprecher sind zweisprachig und beherrschen auch Arabisch.